# هنک ویلیامز جونیور
رندال هنک ویلیامز (زاده ۲۶ مه ۱۹۴۹)، معروف به هنک ویلیامز جونیور یا بوسفوس، خواننده، ترانه‌سرا و موسیقی‌دان آمریکایی است. سبک موسیقی او اغلب ترکیبی از راک جنوبی ، بلوز و کانتری در نظر گرفته می شود. او پسر هنک ویلیامز موسیقیدان کانتری و پدر نوازندگان هالی ویلیامز و هنک ویلیامز سوم است.
ویلیامز کار خود را با پیروی از پدر مشهورش شروع کرد و آهنگ‌های پدرش را پوشش داد و از سبک پدرش پیروی کرد. اولین حضور تلویزیونی ویلیامز در سال ۱۹۶۴ در یک قسمت از برنامه تلویزیونی جیمی دین در شبکه ای‌بی‌سی بود که در آن در چهارده سالگی چندین آهنگ مرتبط با پدرش را خواند. بعداً در همان سال، او یک ستاره مهمان در شیندیگ بود! 
سبک ویلیامز به آرامی تکامل یافت زیرا او در تلاش برای یافتن صدای خود و جایگاه خود در موسیقی کانتری بود که با سقوط تقریباً مرگبارش از کنار قله آژاکس در مونتانا در ۸ اوت ۱۹۷۵ متوقف شد   پس از بهبودی طولانی، او با ترکیبی از کانتری، راک و بلوز، نهاد موسیقی کانتری را به چالش کشید. او به عنوان یک نوازنده چند ساز، رپرتوار مهارت‌هایش شامل گیتار، گیتار باس، باس ایستاده، گیتار استیل ، بانجو ، دوبرو ، پیانو، کیبورد، ساکسیفون، سازدهنی ، کمانچه و درام است.  در سال ۲۰۲۰، ویلیامز جونیور برای ثبت نام در موزه و تالار مفاخر موسیقی کانتری انتخاب شد. 